# کنورینگن
کنورینگن (به آلمانی: Knöringen) یک شهر در آلمان است که در زودلیشه واینشتراسه واقع شده‌است. کنورینگن ۴۷۶ نفر جمعیت دارد.